# O Fantasma da Ópera (minissérie de 1990)
The Phantom of the Opera (br / pt:  O Fantasma da Ópera ), é uma minissérie produzida nos Estados Unidos em 1990. Baseada no livro homônimo de Gaston Leroux, escrito em 1910, a história foi adaptada para a televisão, sendo exibida nos EUA em 1990 e na Alemanha em 1991.

## Sinopse
Erik, O Fantasma vive uma vida de reclusão e excentricidade nos porões do Teatro da Ópera de Paris. Seu contato com o mundo dá-se através de sua convivência com o administrador do teatro, que conheceu a mãe de Erik quando esse ainda não havia nascido. Erik é um talentoso músico que se mantém oculto devido a uma deformação no rosto que o torna impossível de olhar pelas pessoas. Devido a essa deformação, sempre se sai do mais profundo porão do Teatro da Ópera, utiliza-se de máscaras que ocultem sua face. Em um momento de angústia, Erik ouve a suave voz de Christine, recém chegada ao teatro. Encantado pela moça, aproxima-se dela como se fosse um anjo da guarda, demonstrando querer ajudá-la. Mas Christine é envolvida por outras atenções, incluindo um outro cantor da companhia. Enciumado, Erik a leva para os subsolos. Christine fica tocada com o sofrimento de Erik, mas não renuncia a ser feliz por causa do amor que ele lhe devota. Erik ameaça explodir todo o teatro, sendo impedido por Christine e pelo administrador, que diz ser seu pai, deixando a todos surpresos, pois mesmo conhecendo essa verdade a vida inteira, Erik nunca tocara no assunto antes. Na sequência final do filme, Erik é perseguido pea polícia, e cai do telhado, mas seu pai e Christine realizam seu último desejo, não deixando sua face ser violada por ninguém.

## Elenco
- Burt Lancaster - Gerard Carriere
- Adam Storke - Conde Philippe de Chagny
- Teri Polo - Christine Daee
- Charles Dance - Erik, o Fantasma
- Ian Richardson - Cholet
- Andréa Ferréol - Carlotta
- Jean-Pierre Cassel - Inspetor Ledoux
- Jean Rougerie - Jean-Claude
- André Chaumeau - Joseph Buguet
- Marie-Thérèse Orain - Madame Giry
- Marie-Christine Robert - Flora
- Marie Lenoir - Florence
- Anne Roumanoff - Fleure
- Jacques Mars - Alfredo
- Anne Julia Goddet - Oroyeso[1]

## Prêmios e indicações
Em 1990, a minissérie foi indicada em seis categorias ao Emmy, vencendo em duas, como melhor minissérie e melhor direção de minissérie. Em 1991 recebeu duas indicações ao Globo de Ouro nas categorias de melhor minissérie e melhor atuação em minissérie, para Burt Lancaster.